# Copa de Competencia Adolfo Bullrich 1910
La Copa de Competencia Adolfo Bullrich 1910, también llamada Copa Bullrich 1910, fue la octava edición de esta competición oficial y de carácter nacional, organizada por la Argentine Football Association.
En la misma participaron los equipos que se encontraban en la Segunda División del fútbol argentino.
La competencia consagró campeón por primera vez al Racing Club, al vencer por 2 a 0 en la final al segundo equipo de River Plate.

## Sistema de disputa
Los equipos se enfrentaron entre sí por eliminación directa a partido único. En caso de igualdad se disputó un desempate.

## Equipos participantes
| Equipo                  | Ciudad               |
| ----------------------- | -------------------- |
| Alumni II               | Buenos Aires         |
| Atlanta                 | Buenos Aires         |
| Banfield                | Lomas de Zamora      |
| Belgrano II             | Buenos Aires         |
| Buenos Aires Unidos     | Buenos Aires         |
| Boca Juniors            | Buenos Aires         |
| Comercio                | Buenos Aires         |
| Estudiantes II          | Buenos Aires         |
| Estudiantes de La Plata | La Plata             |
| Estudiantil Porteño     | Buenos Aires         |
| Ferro Carril Oeste      | Buenos Aires         |
| Ferro Carril Oeste II   | Buenos Aires         |
| Ferrocarril Sud         | Remedios de Escalada |
| Flores                  | Buenos Aires         |
| Gimnasia y Esgrima II   | Buenos Aires         |
| Instituto Americano     | Adrogué              |
| Independiente           | Avellaneda           |
| Independiente II        | Avellaneda           |
| Kimberley               | Buenos Aires         |
| Nacional                | Buenos Aires         |
| Nottingham Forest       | Buenos Aires         |
| Olivos                  | Olivos               |
| Platense                | Buenos Aires         |
| Porteño II              | Buenos Aires         |
| Quilmes II              | Quilmes              |
| Racing Club             | Avellaneda           |
| Racing Club II          | Avellaneda           |
| Reformer                | Campana              |
| Riachuelo               | Avellaneda           |
| River Plate II          | Buenos Aires         |
| San Isidro II           | San Isidro           |
| Southern Rangers        | Temperley            |
| Victoria                | Victoria             |

## Fase previa

### Primera ronda
| 5 de mayo | Ferro Carril Oeste | 2:2 | Independiente | Estadio de Ferro Carril Oeste, Buenos Aires |  |

| 5 de mayo | Platense | 1:0 | Olivos |  |  |

| 5 de mayo                    | Nottingham Forest | vs. | Racing Club |  |  |
| Racing Club ganó los puntos. |                   |     |             |  |  |

|  | Estudiantil Porteño | 3:2 | Racing Club II |  |  |

| 5 de mayo | Boca Juniors | 0:1 | Nacional | Cancha de Boca Juniors, Buenos Aires |  |
|           |              |     | Sayanes  |                                      |  |

|  | Estudiantes de La Plata | vs. | Gimnasia y Esgrima |  |  |

|  | San Isidro | 4:1 | Victoria |  |  |

#### Desempate
| 8 de mayo | Independiente | 2:1 | Ferro Carril Oeste | Cancha de Independiente, Avellaneda |  |

### Segunda ronda
| 15 de mayo | Independiente | 0:1 | Platense | Cancha de Independiente, Avellaneda |  |

| 15 de mayo | Racing Club                           | 6:0 | Ferrocarril Sud | Estadio de Racing, Avellaneda |  |
|            | Frers · Seminario · Ohaco · Oyarzábal |     |                 |                               |  |

|  | Estudiantil Porteño | 1:0 | Nacional |  |  |

|  | Estudiantes de La Plata | vs. | San Isidro |  |  |

|  | Reformer | vs. | Instituto Americano |  |  |

|  | Independiente II | 0:1 | Riachuelo | Cancha de Independiente, Avellaneda |  |

|  | Atlanta | 1:1 | Ferro Carril Oeste II |  |  |

|  | Kimberley | 2:1 | Comercio |  |  |

|  | Flores | vs. | Buenos Aires Unidos |  |  |

|  | Quilmes II | vs. | Belgrano II |  |  |

#### Desempate
|  | Atlanta | 3:0 | Ferro Carril Oeste II |  |  |

## Fase final

### Cuadro de desarrollo
|  | Octavos de final        | Octavos de final |                         |             | Cuartos de final | Cuartos de final |  |             | Semifinales | Semifinales |  |             | Final | Final |  |
|  |                         |                  |                         |             |                  |                  |  |             |             |             |  |             |       |       |  |
|  |                         |                  |                         |             |                  |                  |  |             |             |             |  |             |       |       |  |
|  | Platense                | 0                |                         |             |                  |                  |  |             |             |             |  |             |       |       |  |
|  | Platense                | 0                |                         |             |                  |                  |  |             |             |             |  |             |       |       |  |
|  | Racing Club             | 4                |                         |             |                  |                  |  |             |             |             |  |             |       |       |  |
|  | Racing Club             | 4                |                         | Racing Club | 3                |                  |  |             |             |             |  |             |       |       |  |
|  |                         |                  |                         | Racing Club | 3                |                  |  |             |             |             |  |             |       |       |  |
|  |                         |                  | Estudiantes de La Plata | 2           |                  |                  |  |             |             |             |  |             |       |       |  |
|  | Estudiantil Porteño     | 1                | Estudiantes de La Plata | 2           |                  |                  |  |             |             |             |  |             |       |       |  |
|  | Estudiantil Porteño     | 1                |                         |             |                  |                  |  |             |             |             |  |             |       |       |  |
|  | Estudiantes de La Plata | 4                |                         |             |                  |                  |  |             |             |             |  |             |       |       |  |
|  | Estudiantes de La Plata | 4                |                         |             |                  |                  |  | Racing Club | 4           |             |  |             |       |       |  |
|  |                         |                  |                         |             |                  |                  |  | Racing Club | 4           |             |  |             |       |       |  |
|  |                         |                  | Reformer                | 1           |                  |                  |  |             |             |             |  |             |       |       |  |
|  | Reformer                | 3                | Reformer                | 1           |                  |                  |  |             |             |             |  |             |       |       |  |
|  | Reformer                | 3                |                         |             |                  |                  |  |             |             |             |  |             |       |       |  |
|  | Riachuelo               | 1                |                         |             |                  |                  |  |             |             |             |  |             |       |       |  |
|  | Riachuelo               | 1                |                         | Reformer    | 1                |                  |  |             |             |             |  |             |       |       |  |
|  |                         |                  |                         | Reformer    | 1                |                  |  |             |             |             |  |             |       |       |  |
|  |                         |                  | Atlanta                 | 0           |                  |                  |  |             |             |             |  |             |       |       |  |
|  | Atlanta                 | 7                | Atlanta                 | 0           |                  |                  |  |             |             |             |  |             |       |       |  |
|  | Atlanta                 | 7                |                         |             |                  |                  |  |             |             |             |  |             |       |       |  |
|  | Kimberley               | 3                |                         |             |                  |                  |  |             |             |             |  |             |       |       |  |
|  | Kimberley               | 3                |                         |             |                  |                  |  |             |             |             |  | Racing Club | 2     |       |  |
|  |                         |                  |                         |             |                  |                  |  |             |             |             |  | Racing Club | 2     |       |  |
|  |                         |                  | River Plate II          | 0           |                  |                  |  |             |             |             |  |             |       |       |  |
|  | Estudiantes II          | 3                | River Plate II          | 0           |                  |                  |  |             |             |             |  |             |       |       |  |
|  | Estudiantes II          | 3                |                         |             |                  |                  |  |             |             |             |  |             |       |       |  |
|  | Banfield                | 5                |                         |             |                  |                  |  |             |             |             |  |             |       |       |  |
|  | Banfield                | 5                |                         | Banfield    | 4                |                  |  |             |             |             |  |             |       |       |  |
|  |                         |                  |                         | Banfield    | 4                |                  |  |             |             |             |  |             |       |       |  |
|  |                         |                  | Flores                  | 0           |                  |                  |  |             |             |             |  |             |       |       |  |
|  | Flores                  | 2                | Flores                  | 0           |                  |                  |  |             |             |             |  |             |       |       |  |
|  | Flores                  | 2                |                         |             |                  |                  |  |             |             |             |  |             |       |       |  |
|  | Quilmes II              | 1                |                         |             |                  |                  |  |             |             |             |  |             |       |       |  |
|  | Quilmes II              | 1                |                         |             |                  |                  |  | Banfield    | 2           |             |  |             |       |       |  |
|  |                         |                  |                         |             |                  |                  |  | Banfield    | 2           |             |  |             |       |       |  |
|  |                         |                  | River Plate II          | 3           |                  |                  |  |             |             |             |  |             |       |       |  |
|  | River Plate II          | 1                | River Plate II          | 3           |                  |                  |  |             |             |             |  |             |       |       |  |
|  | River Plate II          | 1                |                         |             |                  |                  |  |             |             |             |  |             |       |       |  |
|  | Alumni II               | 1                |                         |             |                  |                  |  |             |             |             |  |             |       |       |  |
|  | Alumni II               | 1                | River Plate II          |             |                  |                  |  |             |             |             |  |             |       |       |  |
|  |                         |                  |                         |             |                  |                  |  |             |             |             |  |             |       |       |  |
|  |                         |                  | Southern Rangers        |             |                  |                  |  |             |             |             |  |             |       |       |  |
|  | Southern Rangers        |                  |                         |             |                  |                  |  |             |             |             |  |             |       |       |  |
|  |                         |                  |                         |             |                  |                  |  |             |             |             |  |             |       |       |  |
|  | Porteño II              |                  |                         |             |                  |                  |  |             |             |             |  |             |       |       |  |
|  |                         |                  |                         |             |                  |                  |  |             |             |             |  |             |       |       |  |
|  |                         |                  |                         |             |                  |                  |  |             |             |             |  |             |       |       |  |

### Octavos de final
|  | Platense | 0:4 | Racing Club           |  |  |
|  |          |     | López · Firpo · Ohaco |  |  |

|  | Estudiantil Porteño | 1:4 | Estudiantes de La Plata |  |  |

|  | Reformer | 3:1 | Riachuelo |  |  |

|  | Atlanta | 3:3 | Kimberley |  |  |

| 5 de mayo | Estudiantes II | 3:5 | Banfield                                 | Estadio de Estudiantes, Buenos Aires |  |
|           |                |     | V. Weiss · C. Weiss · García · Jacobelli |                                      |  |

|  | Flores | 2:1 | Quilmes II |  |  |

| 5 de mayo | River Plate II | 1:1 | Alumni II | Cancha de River Plate, Buenos Aires |  |
|           | Martínez       |     | Rossi     |                                     |  |

|  | Southern Rangers | vs. | Porteño II |  |  |

#### Desempate
|  | Atlanta | 4:0 | Kimberley |  |  |

| 22 de mayo | River Plate II | vs. | Alumni II | Cancha de River Plate, Buenos Aires |  |

### Cuartos de final
|  | Racing Club   | 3:2 | Estudiantes de La Plata |  |  |
|  | Frers · Ohaco |     | Anotado · Anotado       |  |  |

|  | Reformer | 1:0 | Atlanta |  |  |

|  | Banfield | 4:0 | Flores |  |  |

| 27 de mayo | River Plate | vs. | Southern Raleigh | Cancha de River Plate, Buenos Aires |  |

### Semifinales
|  | Racing Club               | 4:1 | Reformer | Estadio de Estudiantes, Buenos Aires |  |
|  | Frers · Perinetti · Firpo |     | Anotado  |                                      |  |

| 17 de julio | Banfield          | 2:3 | River Plate    |  |  |
|             | V. Weiss · García |     | Zucchi · Ameal |  |  |

### Final
| 25 de septiembre | Racing Club               | 2:0 (2:0) | River Plate II | Estadio de Quilmes, Quilmes |                           |
|                  | Ohaco 27' · Oyarzabal 32' |           |                | Árbitro(s): Héctor Alfano   | Árbitro(s): Héctor Alfano |

|                                 |
|                                 |
| Campeón Racing Club 1.er título |